# Hylettus stigmosus
Hylettus stigmosus es una especie de escarabajo longicornio perteneciente al género Hylettus, categorizada en la tribu Acanthocinini, de la subfamilia Lamiinae. Fue descrita por Monné en 1982.
El período de actividad en los ejemplares adultos se presenta entre enero y abril y agosto y diciembre.

## Descripción
Mide 10-13 mm de longitud.

## Distribución
Se distribuye por América del Sur: en Brasil.